# Mesembragrotis ruckesi
Mesembragrotis ruckesi là một loài bướm đêm trong họ Noctuidae.